# Альберта Сантуччо
Альберта Сантуччо (італ. Alberta Santuccio; нар. 22 жовтня 1994 року, Катанія, Італія) — італійська фехтувальниця на шпагах, олімпійська чемпіонка 2024 року, бронзова призерка Олімпійських ігор 2020 року.

## Виступи на Олімпіадах
| Олімпіада  | Дисципліна          | Місце |
| ---------- | ------------------- | ----- |
| Токіо 2020 | командна шпага      | 3     |
| Париж 2024 | індивідуальна шпага | 5     |
| Париж 2024 | командна шпага      | 1     |